# Zone humide du Métro
La zone humide du Métro se situe sur la commune de Tarnos, dans le département français des Landes.

## Présentation
La zone humide du Métro occupe l'ancienne vallée de l'Adour. Elle est constellée de micro-étangs, constitutifs d'un domaine écologique où cohabitent plusieurs biotopes. Bassin sans exutoire des eaux de ruissellement de la zone urbaine de Tarnos, elle nécessite une gestion complexe visant à la protection du milieu alliant faune et flore fragiles. La propriété de la zone humide est fragmentée, comprenant le Conservatoire du littoral, l'État français, la commune et un propriétaire privé. Le nom de « Métro » est récent. Il est lié à l'implantation à Tarnos en 1938 d'un centre de vacances de la CGT RATP pour les enfants des salariés du métro de Paris. L'appellation de « métro » est d'abord donnée à la plage, avant d'être institutionnalisée de nos jours.

## Intérêt écologique
En France métropolitaine, les zones humides couvrent 3 % du territoire mais hébergent un tiers des espèces végétales remarquables ou menacées, la moitié des espèces d'oiseaux et la totalité des amphibiens et poissons d'eau douce. Ce sont des lieux d'abri, de nourrissage et de reproduction pour de nombreuses espèces, indispensables à la reproduction des batraciens. Elles constituent des étapes migratoires, des lieux de reproduction et d'hivernage pour de nombreuses espèces d'oiseaux. Le rôle écologique des zones humides dans les Landes y est d'autant plus important que la majorité d’entre elles ont disparu à la suite des grands travaux d’assèchement entrepris sous Napoléon III dans le cadre de la loi du 19 juin 1857.

### Classement
La zone humide du Métro est constitutive du site inscrit par arrêté du 18 septembre 1969 sous l'appellation « Étangs landais sud ». 206 ha font l'objet d'un inventaire ZNIEFF de type 1, et 159 ha font partie du réseau Natura 2000 (proposition de site d'intérêt communautaire en juillet 2003 et ZSC par arrêté du 21 août 2006). La seule espèce protégée est le faux cresson de Thore.